# Artist al Poporului din RSS Moldovenească
Artist al Poporului din Republica Sovietică Socialistă Moldovenească (în rusă Народный артист Молдавской ССР) a fost un titlu onorific, instituit la 14 martie 1941. A fost acordat de Prezidiul Sovietului Suprem al RSS Moldovenești unor artiști de seamă care s-au remarcat în domeniile teatrului, muzicii și cinematografiei.
Era, de regulă, acordat nu mai devreme de cinci ani de la acordarea titlului onorific „Artist emerit al RSS Moldovenești”. Următorul grad de recunoaștere era acordarea titlului „Artist al Poporului URSS”.
Prima persoană distinsă (1949) cu acest titlul a fost actorul de teatru Chiril Știrbu. Ultima persoană premiată în 1991 a fost dirijorul și profesorul Gheorghe Mustea.
Odată cu destrămarea Uniunii Sovietice, titlul a fost înlocuit cu cel de „Artist al Poporului din Republica Moldova”, iar ultimul a păstrat drepturile și obligațiile stipulate de legislația fostei URSS și RSS Moldovenești cu privire la premii.